# Kamena sol

Kamena sol je po načinu dobivanja jedna od triju vrsta kuhinjske soli, uz kuhanu i morsku sol.
Postanjem je morska sol iz velikih povijesnih oceana i mora koja su se povukla ili isušila. Nastala je prije više milijuna godina. Iskapa ju se iz naslaga soli u rudnicima poput ugljena.  Potom prolazi sličan postupak kao i morska sol. Iskopana solna ruda poslije se melje i pročišćava. (slično kao ugljen) te njihovim kasnijim mljevenjem i pročišćavanjem. Industrijski ju se prerađuje u nekoliko faza. Da se ne bi zgrudala odnosno okamenila, dodaju joj se aditivi. Osim antikoagulacijskih aditiva koji su većinski, dodaju joj se još neki. Zbog prerade kamena sol sadrži brojne aditive. Ova vrsta soli znade sadržati i aluminij.